# The Blind Wound
The Blind Wound è il quarto album in studio del gruppo black metal Leviathan, pubblicato nel 2006.

## Tracce
1. Odious Convulsions – 6:23
2. The Fourth Blind Wound – 6:40
3. Another Sip of Fear – 6:05
4. Crushing the Prolapsed Oviducts of Virture – 6:24
5. Mesmerism – 1:37

## Formazione
- Wrest - tutti gli strumenti, voce